# نادي يونيكس قازان لكرة السلة
نادي يونيكس قازان لكرة السلة (بالروسية: УНИКС) هو فريق كرة سلة روسي للمحترفين تأسس في سنة 1991 يقع مقره في قازان ويدربه إيفجيني باشوتين. يلعب في دوري اتحاد في تي بي والدوري الأوروبي لكرة السلة.

## الإنجازات

### البطولات المحلية
- كأس روسيا لكرة السلة

البطولة (3): 2003، 2009، 2014

### المنافسات الأوروبية
- كأس أوروبا لكرة السلة

البطولة (1): 2010–11

## أبرز اللاعبين
من أبرز اللاعبين الذين لعبوا معه:
- هنري دوميركانت
- إيان فوجيوكاس
- لين غرير
- مايك ويلكنسون
- ريكي مينارد
- فلاديمير فيريمينكو
- مون تاي-يونج

## وصلات خارجية
- الموقع الرسمي

قالب:دوري اتحاد في تي بي